# Kraków Kings
I Kraków Kings sono una squadra di football americano di Cracovia, in Polonia. Sono nati nel 2012 in seguito alla fusione dei Kraków Tigers con i Kraków Knights (a loro volta fondati nel 2006); giocano in PFL1, il massimo livello del campionato polacco.

## Dettaglio stagioni

### Tornei nazionali

#### Campionato

##### PFL1
| Stagione | regular season | regular season | regular season | regular season | regular season | regular season | playoff | playoff | playoff | playoff | playoff | playoff   | playoff       |
|          | Vin            | Par            | Per            | Tot            | PF             | PS             | Vin     | Per     | Tot     | PF      | PS      | risultato | avversaria    |
| -------- | -------------- | -------------- | -------------- | -------------- | -------------- | -------------- | ------- | ------- | ------- | ------- | ------- | --------- | ------------- |
| 2021     | 2              | 0              | 4              | 6              | 134            | 148            | 0       | 1       | 1       | 7       | 21      | Wild Card | Tychy Falcons |
| Totale   | 2              | 0              | 4              | 6              | 134            | 148            | 0       | 1       | 1       | 7       | 21      |           |               |

Fonti: Enciclopedia del Football - A cura di Roberto Mezzetti

##### LFA1
Questi tornei - pur essendo del massimo livello della loro federazione - non sono considerati ufficiali in quanto organizzati da una federazione "rivale" rispetto a quella ufficialmente riconosciuta dagli organismi nazionali e internazionali.
| Stagione | regular season | regular season | regular season | regular season | regular season | regular season | playoff | playoff | playoff | playoff | playoff | playoff   | playoff       |
|          | Vin            | Par            | Per            | Tot            | PF             | PS             | Vin     | Per     | Tot     | PF      | PS      | risultato | avversaria    |
| -------- | -------------- | -------------- | -------------- | -------------- | -------------- | -------------- | ------- | ------- | ------- | ------- | ------- | --------- | ------------- |
| 2018     | 7              | 0              | 1              | 8              | 264            | 107            | 0       | 1       | 1       | 10      | 16      | Wild Card | Tychy Falcons |
| 2019     | 3              | 0              | 5              | 8              | 166            | 217            | -       | -       | -       | -       | -       | -         | -             |
| Totale   | 10             | 0              | 6              | 16             | 430            | 324            | 0       | 1       | 1       | 10      | 16      |           |               |

Fonti: Enciclopedia del Football - A cura di Roberto Mezzetti

##### PLFA II (secondo livello)/PLFA I (secondo livello)
| Stagione | regular season | regular season | regular season | regular season | regular season | regular season | playoff | playoff | playoff | playoff | playoff | playoff    | playoff              |
|          | Vin            | Par            | Per            | Tot            | PF             | PS             | Vin     | Per     | Tot     | PF      | PS      | risultato  | avversaria           |
| -------- | -------------- | -------------- | -------------- | -------------- | -------------- | -------------- | ------- | ------- | ------- | ------- | ------- | ---------- | -------------------- |
| 2008     | 4              | 0              | 2              | 6              | 149            | 98             | 0       | 1       | 1       | 7       | 38      | Semifinale | Lowlanders Białystok |
| 2009     | 3              | 0              | 3              | 6              | 152            | 179            | -       | -       | -       | -       | -       | -          | -                    |
| 2010     | 3              | 0              | 3              | 6              | 136            | 178            | -       | -       | -       | -       | -       | -          | -                    |
| 2011     | 5              | 0              | 1              | 6              | 201            | 85             | 1       | 1       | 2       | 26      | 7       | Semifinale | Warsaw Spartans      |
| 2012     | 0              | 0              | 6              | 6              | 28             | 188            | -       | -       | -       | -       | -       | -          | -                    |
| 2013     | 4              | 0              | 2              | 6              | 156            | 89             | 0       | 1       | 1       | 14      | 44      | Semifinale | Husaria Szczecin     |
| 2014     | 4              | 0              | 4              | 8              | 160            | 193            | 0       | 1       | 1       | 8       | 46      | Semifinale | Husaria Szczecin     |
| 2015     | 6              | 0              | 1              | 7              | 251            | 88             | 2       | 0       | 2       | 82      | 26      | Campioni   | Seahawks Sopot       |
| 2016     | 3              | 0              | 5              | 8              | 164            | 214            | -       | -       | -       | -       | -       | -          | -                    |
| 2017     | 8              | 0              | 0              | 8              | 238            | 67             | 1       | 1       | 2       | 56      | 26      | Finale     | Warsaw Sharks        |
| Totale   | 40             | 0              | 27             | 67             | 1635           | 1379           | 4       | 5       | 9       | 193     | 187     |            |                      |

Fonti: Enciclopedia del Football - A cura di Roberto Mezzetti

##### PFL9
| Stagione | regular season | regular season | regular season | regular season | regular season | regular season | playoff | playoff | playoff | playoff | playoff | playoff          | playoff      |
|          | Vin            | Par            | Per            | Tot            | PF             | PS             | Vin     | Per     | Tot     | PF      | PS      | risultato        | avversaria   |
| -------- | -------------- | -------------- | -------------- | -------------- | -------------- | -------------- | ------- | ------- | ------- | ------- | ------- | ---------------- | ------------ |
| 2021     | 3              | 0              | 1              | 4              | 148            | 43             | 0       | 1       | 1       | 14      | 27      | Quarti di finale | Bielawa Owls |
| Totale   | 3              | 0              | 1              | 4              | 148            | 43             | 0       | 1       | 1       | 14      | 27      |                  |              |

Fonti: Enciclopedia del Football - A cura di Roberto Mezzetti

##### LFA9
Questi tornei non sono considerati ufficiali in quanto organizzati da una federazione "rivale" rispetto a quella ufficialmente riconosciuta dagli organismi nazionali e internazionali.
| Stagione | regular season | regular season | regular season | regular season | regular season | regular season | playoff | playoff | playoff | playoff | playoff | playoff   | playoff          |
|          | Vin            | Par            | Per            | Tot            | PF             | PS             | Vin     | Per     | Tot     | PF      | PS      | risultato | avversaria       |
| -------- | -------------- | -------------- | -------------- | -------------- | -------------- | -------------- | ------- | ------- | ------- | ------- | ------- | --------- | ---------------- |
| 2018     | 4              | 0              | 0              | 4              | 120            | 96             | 2       | 0       | 2       | 70      | 14      | Campioni  | Białe Lwy Gdańsk |
| 2019     | 1              | 0              | 3              | 4              | 72             | 92             | -       | -       | -       | -       | -       | -         | -                |
| Totale   | 5              | 0              | 3              | 8              | 192            | 188            | 2       | 0       | 2       | 70      | 14      |           |                  |

Fonti: Enciclopedia del Football - A cura di Roberto Mezzetti

##### PLFA8
| Stagione | regular season | regular season | regular season | regular season | regular season | regular season | playoff | playoff | playoff | playoff | playoff | playoff   | playoff    |
|          | Vin            | Par            | Per            | Tot            | PF             | PS             | Vin     | Per     | Tot     | PF      | PS      | risultato | avversaria |
| -------- | -------------- | -------------- | -------------- | -------------- | -------------- | -------------- | ------- | ------- | ------- | ------- | ------- | --------- | ---------- |
| 2013     | 1              | 1              | 2              | 4              | 80             | 98             | -       | -       | -       | -       | -       | -         | -          |
| Totale   | 1              | 1              | 2              | 4              | 80             | 98             | -       | -       | -       | -       | -       |           |            |

Fonti: Enciclopedia del Football - A cura di Roberto Mezzetti

#### Campionati giovanili

##### PLFAJ-11
| Stagione | regular season | regular season | regular season | regular season | regular season | regular season | playoff | playoff | playoff | playoff | playoff | playoff   | playoff    |
|          | Vin            | Par            | Per            | Tot            | PF             | PS             | Vin     | Per     | Tot     | PF      | PS      | risultato | avversaria |
| -------- | -------------- | -------------- | -------------- | -------------- | -------------- | -------------- | ------- | ------- | ------- | ------- | ------- | --------- | ---------- |
| 2017     | 3              | 0              | 1              | 4              | 113            | 38             | -       | -       | -       | -       | -       | -         | -          |
| Totale   | 3              | 0              | 1              | 4              | 113            | 38             | -       | -       | -       | -       | -       |           |            |

Fonti: Enciclopedia del Football - A cura di Roberto Mezzetti

##### PLFAJ/PLFAJ-8
| Stagione | regular season | regular season | regular season | regular season | regular season | regular season | playoff | playoff | playoff | playoff | playoff | playoff           | playoff                  |
|          | Vin            | Par            | Per            | Tot            | PF             | PS             | Vin     | Per     | Tot     | PF      | PS      | risultato         | avversaria               |
| -------- | -------------- | -------------- | -------------- | -------------- | -------------- | -------------- | ------- | ------- | ------- | ------- | ------- | ----------------- | ------------------------ |
| 2013     | 2              | 0              | 2              | 4              | 112            | 86             | -       | -       | -       | -       | -       | -                 | -                        |
| 2014     | 3              | 0              | 1              | 4              | 97             | 80             | 0       | 3       | 3       | 16      | 78      | Ottavo posto      | Tytani Lublin            |
| 2015     | 4              | 0              | 0              | 4              | 125            | 42             | 2       | 1       | 3       | 58      | 82      | Terzo posto       | Stal Gorzów Wielkopolski |
| 2016     | 3              | 0              | 1              | 4              | 82             | 18             | 0       | 1       | 1       | 6       | 24      | Torneo semifinale | Bielawa Owls             |
| Totale   | 12             | 0              | 4              | 16             | 416            | 226            | 2       | 5       | 7       | 80      | 184     |                   |                          |

Fonti: Enciclopedia del Football - A cura di Roberto Mezzetti

### Riepilogo fasi finali disputate
| Anno              | Luogo    | Evento | Fase del torneo  | Incontro                          | Risultato |
| 18 luglio 2015    | Gdynia   | PLFA I | Finale           | Seahawks Sopot - Kraków Kings     | 26 - 36   |
| 17 giugno 2017    | Cracovia | PLFA I | Finale           | Kraków Kings - Warsaw Sharks      | 14 - 26   |
| 1º luglio 2018    |          | LFA1   | Wild Card        | Tychy Falcons - Kraków Kings      | 16 - 10   |
| 30 settembre 2018 | Danzica  | LFA9   | Finale           | Białe Lwy Gdańsk - Kraków Kings B | 8 - 24    |
| 26 giugno 2021    | Tychy    | PFL1   | Wild Card        | Tychy Falcons - Kraków Kings      | 21 - 7    |
| 17 ottobre 2021   | Bielawa  | PFL9   | Quarti di finale | Bielawa Owls - Kraków Kings       | 27 - 14   |

## Palmarès
- 1 PLFA I (2015)
- 1 LFA9 (2018)